# Prockiopsis razakamalalae
Prockiopsis razakamalalae är en tvåhjärtbladig växtart som beskrevs av G.E.Schatz, Lowry och Rakotovao. Prockiopsis razakamalalae ingår i släktet Prockiopsis och familjen Achariaceae. Inga underarter finns listade i Catalogue of Life.